# Бразилея (микрорегион)

Бразилея на карте.

Бразилея (порт. Microrregião de Brasiléia) — микрорегион в Бразилии, входит в штат Акри. Составная часть мезорегиона Вали-ду-Акри. Население составляет 58 661 человек (на 2010 год). Площадь — 15 892,913 км². Плотность населения — 3,69 чел./км².

## Демография
Согласно сведениям, собранным в ходе переписи 2010 г. Национальным институтом географии и статистики (IBGE), население микрорегиона составляет:
| Полное население                             | Полное население                             | Полное население                             | Полное население                             | 58 661 |
| -------------------------------------------- | -------------------------------------------- | -------------------------------------------- | -------------------------------------------- | ------ |
| в том числе:                                 | Городское население                          | 38 905                                       | Процент городского населения, %              | 66,32  |
|                                              | Сельское население                           | 19 756                                       | Процент сельского населения, %               | 33,68  |
|                                              | Мужское население                            | 30 071                                       | Процент мужского населения, %                | 51,26  |
|                                              | Женское население                            | 28 590                                       | Процент женского населения, %                | 48,74  |
| Плотность населения, чел/км²                 | Плотность населения, чел/км²                 | Плотность населения, чел/км²                 | Плотность населения, чел/км²                 | 3,69   |
| Население микрорегиона в % к населению штата | Население микрорегиона в % к населению штата | Население микрорегиона в % к населению штата | Население микрорегиона в % к населению штата | 8,00   |

## Состав микрорегиона
В составе микрорегиона включены следующие муниципалитеты:
1. Асис-Бразил
2. Бразилея
3. Эпитасиуландия
4. Шапури